# Dragon Ball Z: Hyper Dimension
Dragon Ball Z: Hyper Dimension (ドラゴンボールZ ハイパー ディメンション, Doragon bōru zetto: Haipā dimenshon, littéralement « Dragon Ball Z: Hyper Dimension ») est un jeu vidéo de combat par Bandai sur l'univers de Dragon Ball Z. Le jeu est distribué en 1996 sur Super Nintendo. C'est le dernier jeu Dragon Ball Z à y être développé.
Dragon Ball Z: Hyper Dimension est publié au Japon le 29 mars 1996 puis distribué en Europe d'abord en France fin d'année 1996, puis en Espagne en février 1997.
Le contexte du jeu s'étend de la saga de Freezer à celle de Boo. Il s'agit, selon certaines critiques, de l'épisode le plus abouti sur Super Nintendo.

## Trame

### Personnages
- Son Goku
- Vegeta
- Son Gohan
- Cell
- Piccolo
- Vegeto
- Freezer
- Majin Buu
- Petit Buu
- Gotenks

## Système de jeu
Par rapport aux trois premiers épisodes sortis sur la même console, le split d'écran a disparu, ce qui fait qu'on restera au corps à corps durant tout le long des combats. Des décors du jeu permettent de se battre soit intégralement de façon traditionnelle par rapport à tout autre jeu de combat en 2D, c'est-à-dire sans la possibilité de voler. Tandis que les autres décors sont faits pour voler n'importe où, donc sans avoir la possibilité/utilité de pouvoir se baisser ou sauter.
Barre vie vie et d'énergie : contrairement aux Butoden, une seule barre est présente et elle est représentée en chiffres allant de 0 à 999. De ce fait, certaines attaques (celles avec le bouton de dépenses énergétiques) font dépenser et donc rabaisser cette barre. Mais on peut la recharger à volonté en appuyant simultanément sur Y et B.
Lors des combats sur terre, les personnages disposent d'attaques permettant de se mouvoir vers le fond du décor, que ce soit pour esquiver ou surprendre l'adversaire.
Les personnages disposent d'attaques permettant de propulser l'adversaire dans un autre décor, auquel cas le combat se poursuivra dans ce dit décor.
Chaque personnage possède 3 niveaux de Kikoha (sauf Freezer).

### Modes de jeu

#### Histoire
Le mode "Histoire" couvre l'ensemble de la saga, reprenant tous les combats possibles du scénario original impliquant les dix combattants du jeu. Il commence donc par Piccolo face à Freezer. Des scènes de dialogues ont lieu entre les combats. Le joueur dispose de trois chances supplémentaires s'il se fait battre, symbolisées par Krilin proposant au joueur un senzu sur les trois qu'il possède.
Si aucun continu n'a été utilisé jusqu'au combat contre le dernier Boo, on a des combats supplémentaires dans lesquels on affronte Gohan, Gotenks et Vegetto.
Par rapport à l'histoire originale, des modifications ont dû être fait dans le déroulement à cause du casting réduit présent dans le jeu. Par exemple, comme Gohan en mode Super Saien 2 est absent, c'est Goku qui devra se charger de battre Cell. Notons aussi que Piccolo affronte Freezer dans sa forme finale. Également, Vegeta n'affronte pas Cell dans la tenue de Saien comme c'est pourtant le cas dans l'histoire originale.
Le mode "Histoire" a été omis de la version française. Bien qu'aucune raison officielle n'ait été donnée, il semble que ce choix soit dû à un manque de temps pour traduire cette section du jeu avant la date de sortie. Il est à noter que les musiques, disponible lors du mode "Histoire" n'ont cependant pas été effacées et peuvent toujours être écoutées dans le menu "Options" avec les autres musiques.
Une version amateure du jeu, retraduit depuis la version japonaise, existe, avec un mode "Histoire" traduit. Cette version est parfois appelée "Complete Edition", mais n'est néanmoins pas officielle.

#### Combat
À l'instar des précédents épisodes sur Super Nintendo (les trois opus de la série Super Butôden), ce mode permet des combats directs selon trois schémas possibles :
- Joueur contre Joueur
- Joueur contre Intelligence Artificielle
- Intelligence Artificielle contre Intelligence Artificielle

#### Tournoi
De manière similaire aux épisodes de la série Super Butôden, ce mode permet à huit joueurs, contrôlés par des humains ou par l'intelligence artificielle, de s'affronter dans le Tenkaichi Budokai afin de devenir champion.

#### Entraînement
Ce mode reprend le système de combat classique, mais la santé ne décroît pas, ce qui permet aux joueurs de s'entraîner autant de temps qu'ils le désirent.

### Secrets

#### Meteor Smashes
On ne peut les effectuer que dans les stages sur terre (où l'on ne vole pas) et lorsque la barre de vie est dans le rouge. Chaque perso en a un à l'exception de Cell qui en a 2.

#### Options
Permet de paramétrer divers détails du jeu, tels que la difficulté, le moment de la journée utilisé pour les décors (jour, crépuscule, nuit ou hasard), etc. Permet également d'écouter l'intégralité des sons et musiques du jeu, y compris les musiques correspondant au mode "Histoire" quand bien même ce dernier a été supprimé dans la version française.